# Max Brandes
Max Brandes (* 27. September 1881 in Soest; † 25. Mai 1976) war ein deutscher  Chirurg und  Orthopäde. Er begründete die orthopädischen Kliniken in Kiel und Dortmund.

## Leben
Nach dem Abitur am Detmolder Gymnasium Leopoldinum  studierte Brandes Medizin an der Ludwig-Maximilians-Universität München. Während seines Studiums wurde er 1901 Mitglied der Burschenschaft Germania Tübingen. Nachdem er 1906 das Staatsexamen bestanden hatte, wurde er in München zum Dr. med. promoviert. In Braunschweig wandte er sich der Pathologie zu. Die chirurgische Ausbildung durchlief er in Kiel bei Wilhelm Anschütz, bei dem er sich als Oberarzt 1912  habilitierte. Im  Zweiten Balkankrieg betreute er ein Lazarett. Im  Ersten Weltkrieg leitete er in Mannheim ein großes Lazarett für Hirnverletzte. Die Christian-Albrechts-Universität zu Kiel ernannte ihn 1917 zum  außerplanmäßigen Professor.
Im Auftrag von Anschütz errichtete er die orthopädische Abteilung der Kieler Chirurgie. Im Jahr 1920 wurde er Landeskrüppelarzt für die Provinz Schleswig-Holstein. 1921 ging er an die  Städtischen Kliniken Dortmund, um die orthopädische Klinik aufzubauen. Er wurde 1925 Oberarzt und 1928 Chefarzt der Klinik mit schließlich 120 Betten. Ab 1945 war er Ärztlicher Direktor der Dortmunder Krankenanstalten. Zu seinen Schülern gehören Kurt Lindemann und Günter Imhäuser. Er stand auf den Berufungslisten für die orthopädischen Lehrstühle in Frankfurt am Main, München und Münster. In Münster stand er im Jahr 1938 vor Carl Mau und Peter Pitzen auf Platz 1. Am 31. Juli 1952 trat er mit 70 Jahren auf eigenen Wunsch in den Ruhestand. Er widmete sich der klassischen Literatur und förderte junge Musiker und Autoren. Von seinen Freunden als „der Glasperlenspieler“ bezeichnet, schrieb er (private) Abhandlungen über Johann Wolfgang von Goethe und Adolf Friedrich von Schack. Die Winter verbrachte er in München, die Sommer in Körbecke. Er starb mit 94 Jahren und wurde auf dem Friedhof seiner Heimatstadt beigesetzt.

## Ehrungen
- Präsident der  Deutschen Orthopädischen Gesellschaft (1934)[10]
- Ehrenmitglied der Deutschen Gesellschaft für Orthopädie und Traumatologie (1952)
- Ehrenmitglied der Deutschen Vereinigung zur Förderung der Körperbehindertenfürsorge (1955)
- Ehrenbürger von Dortmund (24. November 1961)[7]
- Ehrendoktor der Westfälischen Wilhelms-Universität Münster (25. Februar 1966)[11]